# Stéphane Richelmi

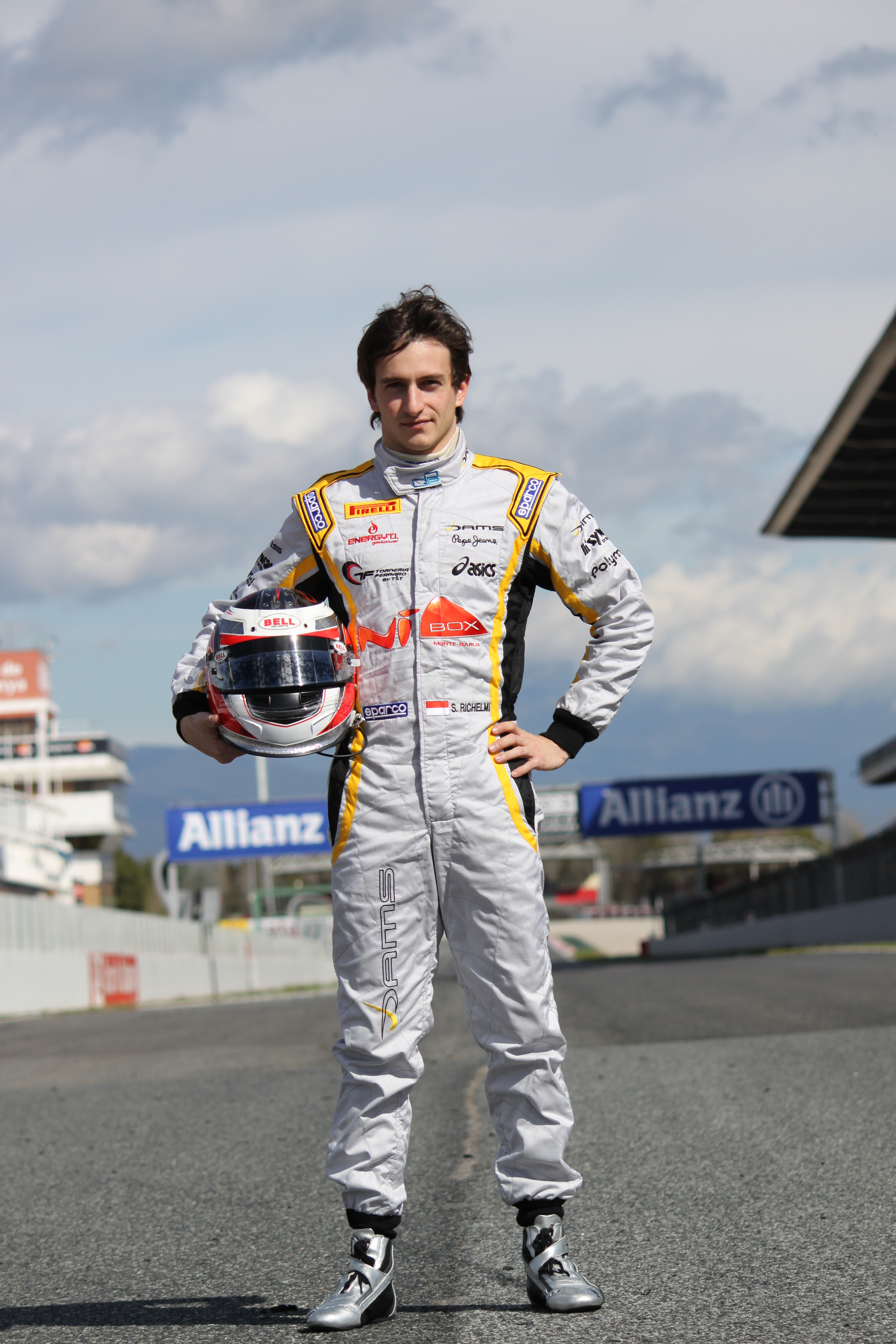
Stéphane Richelmi

Stéphane Richelmi (Montecarlo, 17 de marzo de 1990) es un piloto de automovilismo monegasco. Es hijo del expiloto del Campeonato Mundial de Rally Jean-Pierre Richelmi.

## Carrera

### Fórmula Renault 1.6 y 2.0
Richelmi comenzó su carrera en las carreras de fórmula en 2006 en la Fórmula Renault 1.6 Bélgica. Al año siguiente se pasó a la Eurocopa de Fórmula Renault. También en 2007 participó en dos carreras de la Fórmula Renault Italiana.
En 2008, Richelmi compitió tanto en la Eurocopa como en la Copa de Europa Occidental de Fórmula Renault 2.0. Sin embargo, abandonó la Eurocopa tras ocho carreras sin haber sumado un punto.

### Fórmula 3
A finales de 2008, Richelmi ascendió a la Fórmula 3 en las últimas seis carreras de la Fórmula 3 Euroseries para el equipo Barazi-Epsilon.
En 2009, Richelmi ingresó a la Fórmula 3 Británica, conduciendo un Dallara F308 en la Clase Internacional. Durante el año también corrió en el Campeonato de Italia de Fórmula 3 para el equipo RC Motorsport. Se perdió las primeras cuatro carreras de la temporada aquí, pero aun así terminó sexto en el campeonato con tres podios. En 2010, Richelmi seguirá pilotando en la Fórmula 3 Italiana, pero ahora para el equipo Lucidi Motors. Terminó segundo detrás de César Ramos esta temporada con un total de cuatro victorias y ocho podios. Junto con Ramos y Andrea Caldarelli, se le permitió probar el auto de Fórmula 1 de Ferrari, el Ferrari F2008, ya que terminaron juntos entre los tres primeros del campeonato.

### Fórmula Renault 3.5 Series
En octubre de 2009, Richelmi participó por primera vez en una prueba de la Fórmula Renault 3.5 Series en MotorLand Aragón para los campeones de Draco Racing. Un año después volvió a probar para Draco en Barcelona y en Motorland Aragón y también pilotó para Tech 1 Racing en el último trazado.
En enero de 2011 se anunció que a Richelmi se le permitió competir en la Fórmula Renault 3.5 Series ese año para International DracoRacing junto a André Negrão.

### Automóviles deportivos
En octubre de 2009, Richelmi también participó en el Campeonato FFSA GT en el Circuito Paul Ricard. Compartió un Chevrolet Corvette C6.R con Éric Cayrolle, con quien terminó segundo en la carrera uno para ganar la carrera dos.

### GP2 Series
Richelmi hizo su debut en GP2 en Monza en 2011, reemplazando a su compatriota Stefano Coletti para Trident Racing. Su compañero aquí es Rodolfo González. En 2012 vivió su primera temporada completa con Trident como compañero de Julián Leal. Fue tercero una vez en el Hockenheimring y terminó decimoctavo en el campeonato con 25 puntos. En 2013, Richelmi se muda al equipo campeón de DAMS de 2012, donde obtiene a Marcus Ericsson como compañero de equipo.

## Resultados

### GP2 Series
(Clave) (negrita indica pole position) (cursiva indica vuelta rápida puntuable)

| Año  | Escudería      | 1   | 1   | 2   | 2   | 3   | 3   | 4   | 4   | 5   | 5   | 6   | 6   | 7   | 7   | 8   | 8   | 9   | 9   | 10  | 10  | 11  | 11  | 12  | 12  | Pos. | Puntos | Ref.  |
| ---- | -------------- | --- | --- | --- | --- | --- | --- | --- | --- | --- | --- | --- | --- | --- | --- | --- | --- | --- | --- | --- | --- | --- | --- | --- | --- | ---- | ------ | ----- |
| 2011 | Trident Racing | EST | EST | BAR | BAR | MON | MON | VAL | VAL | SIL | SIL | NÜR | NÜR | BUD | BUD | SPA | SPA | MNZ | MNZ |     |     |     |     |     |     | 31.º | 0      | [ 2 ] |
| 2011 | Trident Racing |     |     |     |     |     |     |     |     |     |     |     |     |     |     |     |     | 15  | 14  |     |     |     |     |     |     | 31.º | 0      | [ 2 ] |
| 2012 | Trident Racing | KUA | KUA | SAK | SAK | SAK | SAK | BAR | BAR | MON | MON | VAL | VAL | SIL | SIL | HOC | HOC | BUD | BUD | SPA | SPA | MNZ | MNZ | SIN | SIN | 18.º | 25     | [ 3 ] |
| 2012 | Trident Racing | 19  | 19  | 11  | Ret | 17  | 17  | 21  | 19  | 8   | Ret | 14  | Ret | 13  | Ret | 3   | 21  | 17  | 21  | 9   | 6   | 13  | 9   | 14  | 22† | 18.º | 25     | [ 3 ] |
| 2013 | DAMS           | KUA | KUA | SAK | SAK | BAR | BAR | MON | MON | SIL | SIL | NÜR | NÜR | BUD | BUD | SPA | SPA | MNZ | MNZ | SIN | SIN | YMC | YMC |     |     | 8.º  | 103    | [ 4 ] |
| 2013 | DAMS           | 8   | 4   | Ret | 13  | 15  | 15  | 9   | 8   | 2   | 19  | 5   | Ret | 5   | 9   | 7   | 4   | 4   | 25  | 4   | 4   | Ret | 20  |     |     | 8.º  | 103    | [ 4 ] |
| 2014 | DAMS           | SAK | SAK | BAR | BAR | MON | MON | SPI | SPI | SIL | SIL | HOC | HOC | BUD | BUD | SPA | SPA | MNZ | MNZ | SOC | SOC | YMC | YMC |     |     | 9.º  | 73     | [ 5 ] |
| 2014 | DAMS           | 19  | 5   | 10  | 7   | 8   | 1   | 14  | 10  | 8   | 6   | 10  | Ret | Ret | 11  | 21  | 12  | 4   | 3   | 22  | 18  | 5   | 9   |     |     | 9.º  | 73     | [ 5 ] |